# Zeiringbach
Der Zeiringbach ist ein knapp sechs Kilometer langer Fluss im Ort Zeiringgraben, der ein gleichnamiges Tal durchfließt. Er vereinigt sich bei Tratten mit dem Gföllbach zum Blahbach.

## Bauliche Maßnahmen
Von 2005 bis 2017 wurden bauliche Schutzmaßnahmen durchgeführt, die fast 4,3 Millionen Euro kosteten. Ein Grund dafür war ein gewaltiges Hochwasser im Jahr 1998, das auch bestehende Schutzbauten aus den 1930er-Jahren zerstört hatte. Für den Bau war die Bewegung von über 40.000 Kubikmeter Erde nötig. 17.000 Tonnen Wasserbausteine, 325 Tonnen Baustahl und über 6000 Kubikmeter Transportbeton wurden verbaut. Dazu waren nahezu 40.000 Arbeitsstunden nötig. Seither können mehr als 26.000 Kubikmeter Geschiebe rückgehalten werden.

## Nebenflüsse
Folgend die zwölf Nebenflüsse des Zeiringbaches. Mit 2,7 Kilometern Länge ist der Lärchbach der längste Nebenfluss, mit 386 Metern ist das Gerinne 613987 der kürzeste. Den größten Höhenunterschied muss mit 533,2 Meter der Zeiringbach-Zubringer bewältigen, der kürzeste (Gerinne 613987) mit 109,6 den geringsten. Das Sohlgefälle liegt zwischen 19 Prozent (Lärchbach) und 38 Prozent (Gerinne 613989, bei einer Länge von 861 Metern). Die höchstgelegene Quelle ist die Quelle des Zeiringbach-Zubringers auf 1824,7 m ü. A., die somit 49,1 m ü. A. über der Quelle des Zeiringbachs liegt – alle anderen Quellen liegen tiefer als die Quelle des Zeiringbachs.
| Seite              | Bezeichnung           | Länge (km) | Quellhöhe (m. ü. A.) | Quelle     | Mündungshöhe (m. ü. A.) | Mündung    | Höhenunterschied (m) | Sohlgefälle |
| ------------------ | --------------------- | ---------- | -------------------- | ---------- | ----------------------- | ---------- | -------------------- | ----------- |
| Linke Nebenflüsse  | Gerinne 613993        | 0,998      | 1642,9               | Koordinate | 1275,6                  | Koordinate | 367,3                | 37 %        |
| Linke Nebenflüsse  | Gerinne 613989        | 0,861      | 1508,0               | Koordinate | 1184,8                  | Koordinate | 323,2                | 38 %        |
| Linke Nebenflüsse  | Gerinne 613987        | 0,386      | 1264,8               | Koordinate | 1155,2                  | Koordinate | 109,6                | 28 %        |
| Linke Nebenflüsse  | Hauserbauerbach       | 2,014      | 1589,9               | Koordinate | 1097,2                  | Koordinate | 492,7                | 24 %        |
| Linke Nebenflüsse  | Jaidlbach             | 1,193      | 1409,1               | Koordinate | 1094,2                  | Koordinate | 314,9                | 26 %        |
| Linke Nebenflüsse  | Kussoldbach           | 1,563      | 1388,5               | Koordinate | 1055,2                  | Koordinate | 333,3                | 21 %        |
| Rechte Nebenflüsse | Zeiringbach-Zubringer | 2,302      | 1824,7               | Koordinate | 1291,5                  | Koordinate | 533,2                | 23 %        |
| Rechte Nebenflüsse | Lärchbach             | 2,714      | 1743,2               | Koordinate | 1222,3                  | Koordinate | 520,9                | 19 %        |
| Rechte Nebenflüsse | Gerinne 613988        | 1,218      | 1431,2               | Koordinate | 1152,1                  | Koordinate | 279,1                | 23 %        |
| Rechte Nebenflüsse | Gerinne 613986        | 1,210      | 1523,5               | Koordinate | 1119,3                  | Koordinate | 404,2                | 33 %        |
| Rechte Nebenflüsse | Gerinne 614317        | 1,090      | 1440,8               | Koordinate | 1088,2                  | Koordinate | 352,6                | 32 %        |
| Rechte Nebenflüsse | Gerinne 613983        | 0,593      | 1187,5               | Koordinate | 1060,3                  | Koordinate | 127,2                | 21 %        |